# Bahnstrecke Essen-Überruhr–Bochum-Langendreer
| Streckennummer (DB): | 2165                                                                        |                                                |                                                |
| Kursbuchstrecke (DB): | 450.3 (E-Steele–BO-Dahlhausen)                                              |                                                |                                                |
| Kursbuchstrecke: | 230b (Dahlhausen (Ruhr) – Steele Hbf 1946) 230 (Steele Hbf – Überruhr 1946) |                                                |                                                |
| Streckenlänge: | 21 km                                                                       |                                                |                                                |
| Spurweite: | 1435 mm (Normalspur)                                                        |                                                |                                                |
| Streckengeschwindigkeit: | 80 km/h                                                                     |                                                |                                                |
| |                                                                             |                                                |                                                |
| \| \| \| Strecke von Dortmund, Strecke von Dortmund Süd \| \| \| \| 21,4 \| Bochum-Langendreer \| Bochum-Langendreer \| \| \| \| Strecke nach Bochum Nord \| \| \| \| \| Bochum Hbf–Dortmund Dorstfeld (tief) S 1 \| \| \| \| 19,2 \| BÜ Vollmondstraße \| BÜ Vollmondstraße \| \| \| 19,0 \| Vollmond \| Vollmond \| \| \| \| A 43 \| \| \| \| 18,0 \| BÜ Ümminger See \| BÜ Ümminger See \| \| \| 18,0 \| Bochum VEW (Anst) \| Bochum VEW (Anst) \| \| \| 17,5 \| BÜ Alte Wittener Straße \| BÜ Alte Wittener Straße \| \| \| 17,1 \| Bochum-Laer \| Bochum-Laer \| \| \| 15,6 \| Julius Philipp (Bk) \| Julius Philipp (Bk) \| \| \| 15 ,0 \| Dannenbaum \| Dannenbaum \| \| \| \| ehem. Strecke von Bochum Nord \| \| \| \| 12,3 \| Bochum-Weitmar \| Bochum-Weitmar \| \| \| \| Zeche Carl Friedrich Erbstollen \| \| \| \| \| Zeche Vereinigte General & Erbstollen \| \| \| \| \| Zeche Friedlicher Nachbar \| \| \| \| 9,2 \| Wolff (Anst) \| Wolff (Anst) \| \| \| 8,0 \| Hasenwinkel (Bk) \| Hasenwinkel (Bk) \| \| \| \| (zuletzt Bahnhofsgleis) \| \| \| \| \| Strecke von Hattingen (Ruhr) S 3 \| \| \| \| 7,0 \| Bochum-Dahlhausen \| Bochum-Dahlhausen \| \| \| 5,9 \| Bochum-Dahlhausen Eisenbahnmuseum \| Bochum-Dahlhausen Eisenbahnmuseum \| \| \| \| ehem. Strecke nach Altendorf (Ruhr) \| \| \| \| 5,0 \| Bochum-Dahlhausen Bez West (Abzw) \| Bochum-Dahlhausen Bez West (Abzw) \| \| \| 4,5 \| Vogelsang (Anst) \| Vogelsang (Anst) \| \| \| 4,1 \| Essen-Horst \| Essen-Horst \| \| \| 3,2 \| BÜ Dahlhauser Straße \| BÜ Dahlhauser Straße \| \| \| 3,2 \| Essen-Steele Ost Bez Ruhrau (Abzw) \| Essen-Steele Ost Bez Ruhrau (Abzw) \| \| \| \| Strecke von(nach) Bochum S 1 \| \| \| \| 2,3 \| Essen-Steele Ost \| Essen-Steele Ost \| \| \| \| Strecke von/nach Essen-Steele S 1 S 3 S 9 \| \| \| \| 1,5 \| Essen-Steele Ost Bez Ruhrbrücke (Abzw) \| Essen-Steele Ost Bez Ruhrbrücke (Abzw) \| \| \| \| Mülheim-Heißen–Altendorf (Ruhr) \| \| \| \| \| Ruhrbrücke Steele \| \| \| \| \| ehem. Strecke von Altendorf (Ruhr) \| \| \| \| 0,0 \| Essen-Überruhr (Hp Üst) \| Essen-Überruhr (Hp Üst) \| \| \| \| Strecke nach Wuppertal-Vohwinkel S 9 \| \| \| \| \| \| \| \| Quellen: [1][2] \| \| \| \| |                                                                             |                                                |                                                |
| Strecke |                                                                             | Strecke von Dortmund, Strecke von Dortmund Süd | Strecke von Dortmund, Strecke von Dortmund Süd |
| Dienststation / Betriebs- oder Güterbahnhof | 21,4                                                                        | Bochum-Langendreer                             | Bochum-Langendreer                             |
| Abzweig geradeaus und nach rechts |                                                                             | Strecke nach Bochum Nord                       | Strecke nach Bochum Nord                       |
| Kreuzung geradeaus unten |                                                                             | Bochum Hbf–Dortmund Dorstfeld (tief) S 1       | Bochum Hbf–Dortmund Dorstfeld (tief) S 1       |
| Bahnübergang | 19,2                                                                        | BÜ Vollmondstraße                              | BÜ Vollmondstraße                              |
| ehemaliger Haltepunkt / Haltestelle | 19,0                                                                        | Vollmond                                       | Vollmond                                       |
| Brücke |                                                                             | A 43                                           | A 43                                           |
| Bahnübergang | 18,0                                                                        | BÜ Ümminger See                                | BÜ Ümminger See                                |
| Blockstelle | 18,0                                                                        | Bochum VEW (Anst)                              | Bochum VEW (Anst)                              |
| Bahnübergang | 17,5                                                                        | BÜ Alte Wittener Straße                        | BÜ Alte Wittener Straße                        |
| Betriebs-/Güterbahnhof Strecke ab hier außer Betrieb | 17,1                                                                        | Bochum-Laer                                    | Bochum-Laer                                    |
| Blockstelle (Strecke außer Betrieb) | 15,6                                                                        | Julius Philipp (Bk)                            | Julius Philipp (Bk)                            |
| Haltepunkt / Haltestelle (Strecke außer Betrieb) | 15 ,0                                                                       | Dannenbaum                                     | Dannenbaum                                     |
| Abzweig geradeaus und von rechts (Strecke außer Betrieb) |                                                                             | ehem. Strecke von Bochum Nord                  | ehem. Strecke von Bochum Nord                  |
| Bahnhof (Strecke außer Betrieb) | 12,3                                                                        | Bochum-Weitmar                                 | Bochum-Weitmar                                 |
| Abzweig geradeaus und nach links (Strecke außer Betrieb) |                                                                             | Zeche Carl Friedrich Erbstollen                | Zeche Carl Friedrich Erbstollen                |
| Abzweig geradeaus und nach rechts (Strecke außer Betrieb) |                                                                             | Zeche Vereinigte General & Erbstollen          | Zeche Vereinigte General & Erbstollen          |
| Abzweig geradeaus und von links (Strecke außer Betrieb) |                                                                             | Zeche Friedlicher Nachbar                      | Zeche Friedlicher Nachbar                      |
| Blockstelle (Strecke außer Betrieb) | 9,2                                                                         | Wolff (Anst)                                   | Wolff (Anst)                                   |
| Blockstelle (Strecke außer Betrieb) | 8,0                                                                         | Hasenwinkel (Bk)                               | Hasenwinkel (Bk)                               |
| Verschwenkung von links (Strecke außer Betrieb) |                                                                             | (zuletzt Bahnhofsgleis)                        | (zuletzt Bahnhofsgleis)                        |
| Abzweig ehemals geradeaus und von links · Abzweig quer und von links |                                                                             | Strecke von Hattingen (Ruhr) S 3               | Strecke von Hattingen (Ruhr) S 3               |
| Bahnhof · S-Bahnhof | 7,0                                                                         | Bochum-Dahlhausen                              | Bochum-Dahlhausen                              |
| Dienststation / Betriebs- oder Güterbahnhof · Strecke | 5,9                                                                         | Bochum-Dahlhausen Eisenbahnmuseum              | Bochum-Dahlhausen Eisenbahnmuseum              |
| Abzweig geradeaus und ehemals nach links · Kreuzung geradeaus oben (Querstrecke außer Betrieb) |                                                                             | ehem. Strecke nach Altendorf (Ruhr)            | ehem. Strecke nach Altendorf (Ruhr)            |
| Strecke nach links · Abzweig geradeaus und von rechts | 5,0                                                                         | Bochum-Dahlhausen Bez West (Abzw)              | Bochum-Dahlhausen Bez West (Abzw)              |
| Abzweig geradeaus und ehemals nach links | 4,5                                                                         | Vogelsang (Anst)                               | Vogelsang (Anst)                               |
| S-Bahn-Halt | 4,1                                                                         | Essen-Horst                                    | Essen-Horst                                    |
| Bahnübergang | 3,2                                                                         | BÜ Dahlhauser Straße                           | BÜ Dahlhauser Straße                           |
| Strecke von links (außer Betrieb) · Abzweig geradeaus und ehemals nach rechts | 3,2                                                                         | Essen-Steele Ost Bez Ruhrau (Abzw)             | Essen-Steele Ost Bez Ruhrau (Abzw)             |
| Abzweig quer, ehemals nach rechts und von rechts · Abzweig geradeaus und von rechts |                                                                             | Strecke von(nach) Bochum S 1                   | Strecke von(nach) Bochum S 1                   |
| S-Bahnhof · Dienststation / Betriebs- oder Güterbahnhof | 2,3                                                                         | Essen-Steele Ost                               | Essen-Steele Ost                               |
| Abzweig quer, nach rechts und von rechts · Abzweig ehemals geradeaus und nach rechts |                                                                             | Strecke von/nach Essen-Steele S 1 S 3 S 9      | Strecke von/nach Essen-Steele S 1 S 3 S 9      |
| Verschwenkung nach links · Verschwenkung nach rechts (Strecke außer Betrieb) | 1,5                                                                         | Essen-Steele Ost Bez Ruhrbrücke (Abzw)         | Essen-Steele Ost Bez Ruhrbrücke (Abzw)         |
| Kreuzung geradeaus oben (Querstrecke außer Betrieb) |                                                                             | Mülheim-Heißen–Altendorf (Ruhr)                | Mülheim-Heißen–Altendorf (Ruhr)                |
| Brücke über Wasserlauf |                                                                             | Ruhrbrücke Steele                              | Ruhrbrücke Steele                              |
| Abzweig geradeaus und ehemals von links |                                                                             | ehem. Strecke von Altendorf (Ruhr)             | ehem. Strecke von Altendorf (Ruhr)             |
| S-Bahn-Halt | 0,0                                                                         | Essen-Überruhr (Hp Üst)                        | Essen-Überruhr (Hp Üst)                        |
| Strecke |                                                                             | Strecke nach Wuppertal-Vohwinkel S 9           | Strecke nach Wuppertal-Vohwinkel S 9           |
| |                                                                             |                                                |                                                |
| Quellen: |                                                                             |                                                |                                                |

Die Bahnstrecke Essen-Überruhr–Bochum-Langendreer ist eine heute nur noch zum Teil für den Eisenbahnbetrieb genutzte Strecke im Ruhrgebiet.

## Essen-Überruhr – Bochum-Dahlhausen
Die Bergisch-Märkische Eisenbahn-Gesellschaft übernahm 1863 die Prinz-Wilhelm-Eisenbahn-Gesellschaft und verband deren Bahnstrecke Wuppertal-Vohwinkel–Essen-Überruhr über die neue Ruhrbrücke mit ihrer eigenen 1862 fertig gestellten Strecke im Bahnhof Steele und baute die Strecke weiter nach Dahlhausen.
Der so entstandene Knotenbahnhof hatte im Laufe der Zeit verschiedene Namen: Königssteele, Steele Nord, Steele Hbf, seit 1979 Essen-Steele Ost. Bis 1978 mussten hier alle Züge auf der Verbindung Wuppertal-Vohwinkel – Velbert–Langenberg – Essen Hbf die Fahrtrichtung wechseln.
Die Deutsche Bundesbahn nahm 1978 eine direkte Verbindungskurve (Strecke 2193) ab der Ruhrbrücke zum Bahnhof Essen-Steele West, seither Bahnhof Essen-Steele in Betrieb. Die alte Strecke mündet in Steele Ost in den seit dem Umbau für die S-Bahn Rhein-Ruhr dort südlich angeordneten Güterbahnhof, wurde noch für Bedarfsgüterzüge benötigt und ist mittlerweile nicht mehr befahrbar, wenngleich noch vorhanden.
An dem Gleisdreieck im Ostteil des Bahnhofs Essen-Steele Ost gab es ab 1903 eine 900 Meter lange Verbindung (Strecke 2166) zur Umfahrung, die sogenannte „U-Bahn“, die die Ruhrtalbahn direkt mit der Strecke nach Bochum verband. In der Nachkriegszeit für wenige Jahre auch von Reisezügen befahren, ist dieses ansonsten für Güterzüge bestimmte Gleis in den 1990er Jahren endgültig aufgegeben worden.
Auf der Relation Wuppertal-Vohwinkel – Langenberg – Essen befahren seit Dezember 2019 die Linien S 9 und RE 49 den Streckenabschnitt Essen-Überruhr – Essen-Steele. Den Streckenabschnitt Essen-Steele Ost – Bochum-Dahlhausen befährt die S-Bahn-Linie S 3 nach Hattingen. Im Rahmen der Umbauten für den Rhein-Ruhr-Express wird diese Verbindung höhenfrei so ausgebaut, dass das Streckengleis Dahlhausen – Essen-Steele Ost die Strecke der Linie S 1 unterquert.[veraltet]

## Bochum-Dahlhausen – Bochum-Langendreer

### Hasenwinkeler Kohlenweg
Der Hasenwinkeler Kohlenweg war eine Kohlensammelbahn für den Güterverkehr in Bochum. Auf ihrer Trasse durch das Neveltal hatten seit der Frühzeit des Ruhrbergbaus verschiedene Steinkohlezechen ihre Produkte zum Weitertransport an die Ruhr bewegt. Die Eisenbahnstrecke ging aus einer Pferdeschleppbahn der Zechen Sonnenschein und Hasenwinkel hervor. Im Jahre 1811 lieferte die Hütte Gute Hoffnung gusseiserne Schienen und Förderwagen für eine Schienenstrecke, die als „englische Kohlenbahn“ bezeichnet wurde.
Die Eröffnung der Ruhrtalbahn der Bergisch-Märkischen Eisenbahn-Gesellschaft (BME) im Jahre 1863 veranlasste die Zechen, die eigene Strecke bis 1865 zur Normalspurbahn umzubauen und in den Bahnhof Dahlhausen einzuführen, dann ab 1868 zum Bahnhof Laer zu verlängern. Dieser diente ab seiner Übergabe am 10. Oktober 1870 den Zechen Dannenbaum und Julius Philipp. Vom Bahnhof Langendreer der BME zur Zeche Vollmond war 1861 eine Anschlussbahn in Betrieb gegangen, an die die neue Strecke anknüpfen konnte.
Die Bergisch-Märkische Eisenbahn-Gesellschaft übernahm die Strecke im Jahr 1870. Der Bahnhof Weitmar, eröffnet 1875, diente den Zechen Prinz Regent, Carl Friedrich Erbstollen und Vereinigte General & Erbstollen. In den Bahnhof Weitmar mündete überdies ab 1884, als die Preußischen Staatseisenbahnen die beiden früheren Konkurrenzgesellschaften übernommen hatten, eine neue Strecke vom Bahnhof Bochum Nord der Rheinischen Eisenbahn-Gesellschaft. 1894 wurde mit dem Anschlussgleis zur Zeche Friedlicher Nachbar der damals einzige Bochumer Eisenbahntunnel eröffnet, welcher mit einer Länge von 350 Metern im Bogen unter der Hattinger Straße eine Verbindung zwischen Nevel- und Deimketal schuf. Das Bauwerk wurde im Jahr 2000 wegen akuter Einsturzgefahr verfüllt. Der Schlussstein des westlichen Portales befindet sich seitdem im Eisenbahnmuseum Dahlhausen.

### Opelbahn
Das Ende des Ruhrbergbaus führte zur Stilllegung der Strecke zwischen Dahlhausen und Weitmar im Jahre 1969. Bis 1979 wurden rund zwei Kilometer des Gleises ab Dahlhausen für die Firma Wolff in Bochum-Linden als Bahnhofsgleis, also unter vereinfachten Bedingungen, weiter betrieben.
Mit Ansiedlung der Adam Opel AG in Bochum ab 1960 wurde der Abschnitt zwischen den Bahnhöfen Weitmar, Laer und Langendreer für die Belange des Opel Werk Ⅰ auf dem Gelände der vorherigen Zeche Dannenbaum und deren eigener Werksbahn angepasst. Das Kraftwerk in Weitmar versorgte u. a. Opel mit Energie. Es wurde noch 1984 aus Langendreer mit Kohle beliefert; bis 1996 vom Bahnhof Bochum Nord. Der Abschnitt zwischen Laer und Weitmar diente nur als Reservestrecke, mit der jederzeit die Anbindung des Opel Werk Ⅰ an die übrigen Werksteile, den Bahnhof Langendreer und das öffentliche Eisenbahnnetz gewährleistet werden sollte.

### Rad- und Wanderweg

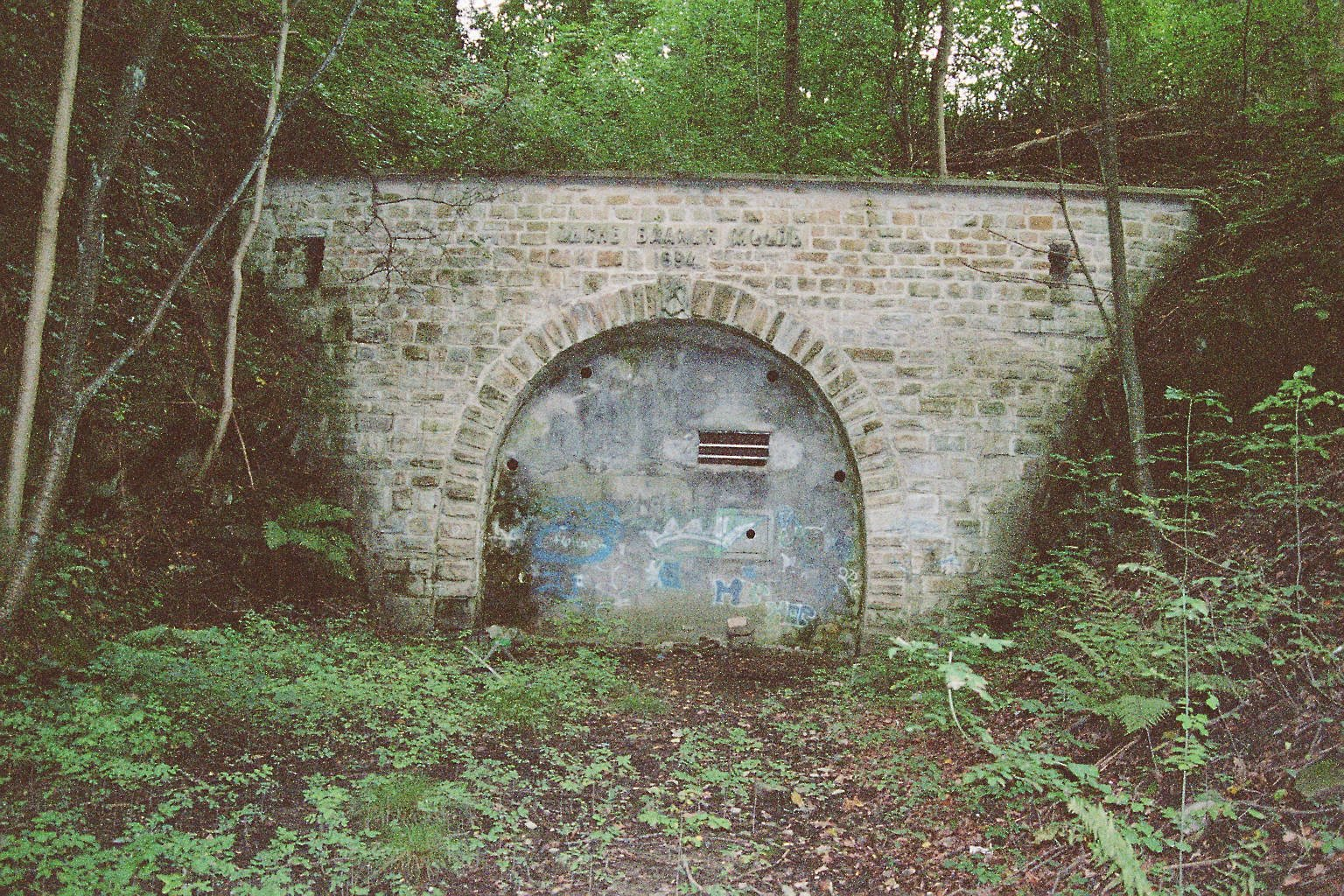
Nordportal des Eisenbahntunnels am Hasenwinkeler Kohlenweg

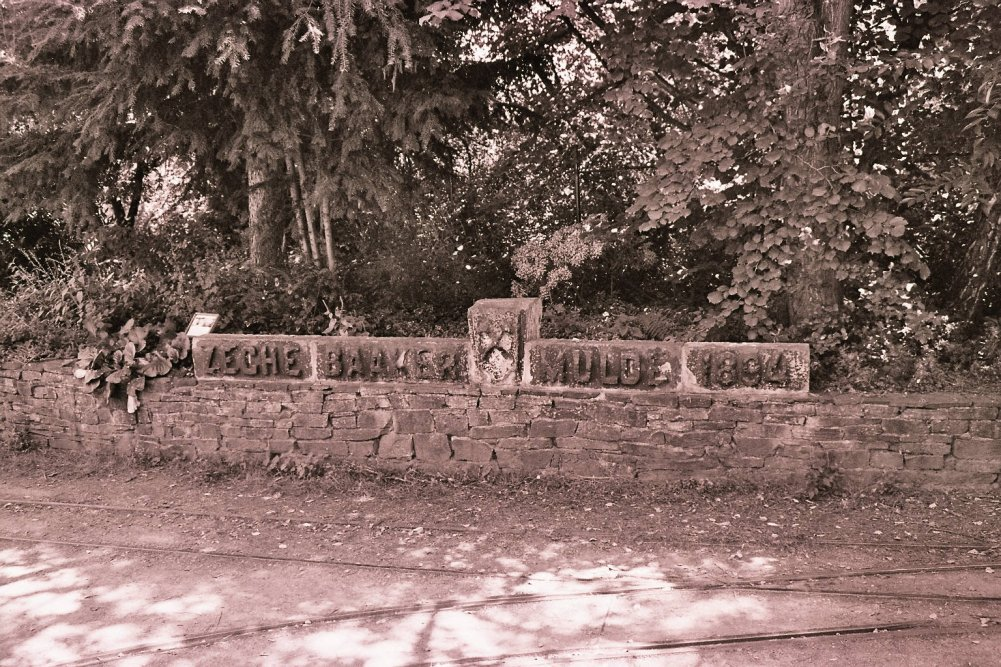
Schlussstein des Tunnels

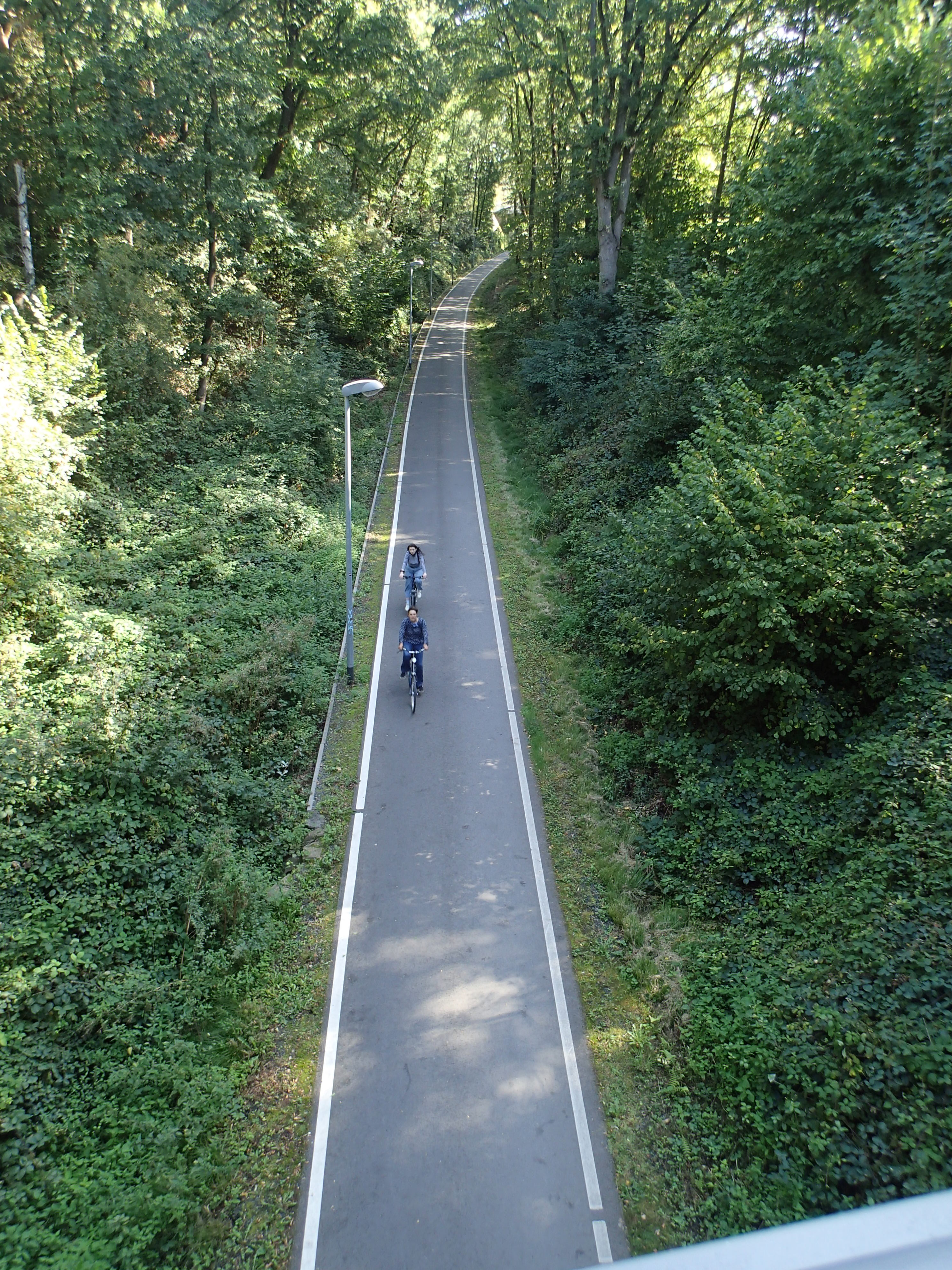
Die Springorum-Trasse (gemeinsamer Rad- und Wanderweg) am Schlosspark Weitmar

Die Trasse des Hasenwinkeler Kohlenwegs zwischen Dahlhausen und der Hattinger Straße unweit des Schlossparks Haus Weitmar wurde nach 1979 zum Rad- und Wanderweg umgebaut. Die älteren, ursprünglich nur geschotterten Oberflächen des Wegs sind bis 2019 mit Asphaltdecke erneuert worden. Ein kurzes Gleisstück blieb als Anschauungsobjekt erhalten.
Der kurze Abschnitt zwischen Haus Weitmar und dem Westkopf des Bahnhofs Weitmar, überquert von Hattinger Straße und Franziskusstraße, verfiel nach 1969 und blieb bis 2017 unpassierbar.
Im Jahr 1999 wurde der Güterbahnhof Weitmar komplett stillgelegt. Auf der Trasse nach Bochum Nord entstand ab 2013 die Springorum-Trasse. Der Bahnhof Weitmar ist seit 2016 mit einer Wohnsiedlung an der Straße An der Holtbrügge überbaut, die Springorum-Trasse wird nördlich daran vorbei geführt. Mit Hilfe der Erzbahn, der Springorum-Bahn und des Hasenwinkeler Kohlenweges ist es möglich, die gesamte Stadt Bochum mit Ausnahme des Innenstadtbereichs in Nord-Süd-Richtung auf ehemaligen Bahntrassen zu durchqueren.
Zwischen den Bahnhöfen Laer und Weitmar sind die Gleise demontiert. Zum Teil ist die Trasse im Bereich westlich des Bahnhofs Laer durch die Autobahn A448 (Opelquerspange) überbaut.
Im Frühjahr 2024 erfolgte die Ausschreibung für den Ausbau des Teilstücks von Weitmar nach Laer zum Rad- und Wanderweg: Streckenlänge: 4,1 Kilometer. Breite: neun Meter einschließlich seitlicher Grünstreifen. Die Autobahn wird überbrückt. Die Strecke zweigt am Gewerbegebiet Prinz-Regent in Weitmar vom Springorum-Radweg ab, läuft südlich an der A 448 (Nordhausenring) entlang und endet an der Alten Wittener Straße in Laer. Die benötigten Grundstücke hat die Stadt Bochum inzwischen von der Deutschen Bahn gekauft. Die notwendigen Rodungen wurden in der Zeit von Oktober 2023 bis Februar 2024 durchgeführt. Kosten des Ausbaus: 4,2 Millionen Euro, die zu 90 % gefördert werden. Erster Spatenstich war im Dezember 2024. Voraussichtliche Fertigstellung: Frühjahr 2026, nach knapp zehnjähriger Planung. Nur die Brücke über die A448 wird erst mehrere Jahre später fertig sein. Bis dahin wird es an der Stelle eine Umleitungsstrecke geben.
Ende 2000 wurde die Strecke vom Güterbahnhof Langendreer nach Laer in ein Bahnhofsgleis umgewandelt. Nach der Stilllegung des Opel Werk Ⅰ werden Teile von ihr noch für das Umspannwerk Laer der Stromnetzbetreiber Amprion und Westnetz, in Nachfolge der Gesellschaften RWE bzw. VEW, vorgehalten.